# 254 (număr)
254 (două sute cincizeci și patru) este numărul natural care urmează după 253 și precede pe 255 într-un șir crescător de numere naturale.

## În matematică
254:
- Este un număr par.
- Este un număr compus.[1]
- Este un număr deficient.[2][3]
- Este un număr semiprim.[4][5]
- Este un număr liber de pătrate.
- Este un număr nontotient.[6][7]
- Face parte din șirul tăietorului leneș,[8] fiind numărul de regiuni ale planului care pot fi obținute cu 22 de tăieturi.

## În știință

### În astronomie
- Obiectul NGC 254 din New General Catalogue este o galaxie lenticulară cu o magnitudine 11,82 în constelația Sculptorul.
- 254 Augusta este un asteroid din centura principală.
- 254P/McNaught este o cometă periodică din sistemul nostru solar.

## În alte domenii
254 se poate referi la:
- 254 μm, lungimea de undă a luminii emise de o lampă cu vapori de mercur.